# Ticengo
Ticengo ist eine italienische Gemeinde (comune) in der Lombardei, Norditalien mit 443 Einwohnern (Stand 31. Dezember 2023). Die Gemeinde liegt etwa 30 Kilometer nordnordwestlich von Cremona.

## Verkehr
Durch die Gemeinde führt die frühere Staatsstraße 235 (seit 2001 Provinzialstraße) von Pavia nach Brescia.